# Chimarra ulmeri
Chimarra ulmeri är en nattsländeart som beskrevs av Douglas E. Kimmins 1962. Chimarra ulmeri ingår i släktet Chimarra och familjen stengömmenattsländor. Inga underarter finns listade i Catalogue of Life.